# Sven Sainderichin
Pour les articles homonymes, voir Sainderichin.
Alexandre Sven Sainderichin (23 mars 1918-28 janvier 2008), Sven de son nom d'artiste, est un résistant, journaliste et dessinateur français .

## Biographie
Sven Sainderichin est né le 23 mars 1918 à Stockholm (Suède) et décédé le 28 janvier 2008 à Jeufosse. Il est l'époux de Gabrielle Sainderichin, animatrice et productrice d'émissions télévisées pour les enfants dans les années 1960/70, et le frère jumeau de Pierre Sainderichin, qui fut journaliste politique et rédacteur en chef aux quotidiens Sud-Ouest et France-Soir, également présent à la radio et à la télévision.
Il fait ses études au lycée Buffon puis Condorcet à Paris. Sven Sainderichin appartint aux Éclaireurs de France (EDF) au groupe Pasteur de Paris ; il est routier puis chef de troupe de 1930 à 1939.
En septembre 1939, il est incorporé, avec son frère Pierre, au 95e régiment d'infanterie de Bourges, caserne Carnot. Élève-officier à Saint-Maixent, il participe en juin 1940 à la Défense de la Loire aux côtés des Cadets de Saumur.
De 1941 à 1944, au siège des EDF à Vichy, il fut rédacteur en chef de L'Éclaireur de France, et assistant du Commissaire national de la branche éclaireurs Pierre Dejean. Il fut sous-lieutenant dans l'Armée secrète, puis au 50e R.I. de juin 1944 à septembre 1945 (il est médaillé de la Résistance).
Résistant pendant la Seconde Guerre mondiale, il est le cofondateur et directeur, avec son frère Pierre, de Forces Françaises, organe clandestin de l'Armée secrète en Dordogne puis organe officiel des forces françaises du front de l'Atlantique (1944-1946). Les originaux des numéros de Forces Françaises sont consultables à la Bibliothèque de documentation internationale contemporaine (BDIC), à Nanterre et en ligne, pour les premiers numéros de 1944.
Après la Libération, il participe, avec son frère Pierre, aux émissions de radio de Jean Nohain. En tant que journaliste, il est secrétaire général de rédaction de Bonjour Dimanche, puis de C’est la vie (1946-50) et secrétaire de rédaction de Combat (1951-52).
Sven Sainderichin est coauteur avec son frère jumeau Pierre Sainderichin du manuel du chef de troupe Troupe vivante et contribue fortement aux illustrations du Manuel de l'éclaireur que publièrent les Éclaireurs unionistes à partir de 1943. Dessinateur, ses dessins reflètent sa connaissance du scoutisme, la pédagogie d'un chef scout expérimenté, et beaucoup d'humour.
Au plan scout, il travaillait pour des éditions qui étaient presque toujours en noir et blanc. On possède surtout de lui de simples dessins au trait, dont il mit certains en couleurs, de nombreuses années plus tard. Cependant, les collectionneurs connaissent ses fines illustrations de calendriers scouts, son fameux Jeu de l'Oie, ainsi qu'une très rare série de dix cartes postales en couleurs montrant les services des Éclaireurs pendant l'exode de 1940. Après 1945, il quitta les EDF pour d'autres mouvements scouts. Sven Sainderichin aimait à parler des amis dessinateurs qu'il avait bien connus grâce aux EDF et citait volontiers Georgy (Wetter), Cyril Arnstam, Ric (Frossard), Jacques Pecnard, Pierre Joubert et Alain Saint-Ogan.
En dehors du scoutisme, Sven a très peu exercé une activité d'illustrateur mais a néanmoins travaillé pour les Éditions Alsatia et la collection Signe de Piste : maquettiste, graphiste, metteur en pages. Il illustre notamment le roman de Roland Denis Quatre de la gazelle publié en 1939.
On connaît aussi de lui ses traductions du suédois de Katrina (1937), Tourmente (1938), une bonne dizaine d'ouvrages sur la communication, dont Écrire en bon français, pourquoi pas ?, illustré par Jacques Faizant, "Écrire pour être lu" (1975),, "Le savoir faire du faire savoir" (1983).
Professionnellement, Sven Sainderichin fut essentiellement journaliste. Il apporta de très nombreuses et très diverses collaborations à la radio (avec son frère : "Nous les clients", diffusée sur le Poste Parisien au lendemain de la Seconde guerre mondiale; "Les Jumeaux reporters", séquence de l'émission "Les Surprises de la France" de Jean Nohain) et dans la presse écrite de 1937 à 1995. C'est à Pierre et Sven Sainderichin que Jean Nohain fit appel pour lancer Benjamin, son magazine destiné aux jeunes.
Sven Sainderichin fut responsable de la communication interne et des relations publiques à la direction de Simca de 1952 à 1969,, puis rédacteur en chef et conseiller en communication au CNPF (Conseil national du patronat français).
Sven travailla à la conception et au commentaire de nombreux films de court-métrage, et donna de très nombreux cours et conférences sur la communication dans les milieux les plus divers, de l'École de guerre à la SNCF, en passant par les partis politiques et les écoles spécialisées de communication.

## Décoration
Médaille de la Résistance.